# Meteorologiåret 1951

## Händelser

### Januari
- 1 januari – I Vuoggatjålme, Lappland uppmäts temperaturen −49,0 °C vilket då är Sveriges lägst uppmätta temperatur för månaden [1].

### Mars
- 27 mars – 146 centimeter snö uppmäts i Ödskölt, Sverige vilket innebär snödjupsrekord för Dalsland [2].
- 28–29 mars – 180 centimeter snö uppmäts vid Blåbärskullen i Gräsmarks socken, Sverige vilket innebär snödjupsrekord för Värmland [3].

### April
- 3 april
  - Tolsgården vid Finnerödja kyrka i Sverige noterar ett snödjup på 139 centimeter, vilket innebär nytt snödjupsrekord för Västergötland.[4].
  - 135 centimeter snö uppmäts i Sörbytorp, Sverige vilket innebär snödjupsrekord för Närke [5].

### Juli
- Juli – Med medeltemperaturen −10,2, 3,6 grader under det normala, upplever Fanaråken Norges kallaste julimånad någonsin, och för första gången noterar en norsk väderstation en månadstemperatur på under −0 °C i juli [6].
- 5 juli – I Fanaråken, Norge noteras norskt köldrekord för månaden med −8,3 °C. Även vid Blindern slås lokalt köldrekord för månaden, med −3,7 °C på natten [6].
- 20 juli – En tornado i Minnesota, USA dödar fem personer då den slår till mot Minneapolis och Richfield [7].

### Augusti
- 10 augusti
  - I Ion Sion i länet Brăila i Rumänien uppmäts temperaturen + 44,5 °C (112,1 °F), vilket blir Rumäniens högst uppmätta temperatur någonsin [8].
  - 17–18 juli – 160 millimeter nederbörd faller över Skultuna, Sverige vilket innebär nederbördsrekord inom 24 timmar för Gästrikland,[ifrågasatt uppgift] men då det infaller inom två dygn kan det inte räknas som dygnsnederbördsrekord. Regnet ger över 100 millimeter inom ett för svenska förhållanden unikt stort område, som sträcker sig från centrala Södermanland åt nordväst via Västerås och Norberg och vidare in i Dalarna.[9]

### December
- December – Bohuskusten i Sverige upplever en mycket mild decembermånad [10].
- 20 december – WMO blir en specialmyndighet inom FN.[11]

### Våren
- Sverige drabbas av översvämningar i framför allt  Götaland och södra Svealand [12].

### Okänt datum
- Ett mycket kraftigt inflöde till Östersjön på 510 km³ inträffar [13]

## Avlidna
- 9 april – Vilhelm Bjerknes, norsk fysiker och meteorolog [14].

### Fotnoter
1. ↑  SMHI Arkiverad 9 september 2010 hämtat från the Wayback Machine.
2. ↑  SMHI
3. ↑  SMHI
4. ↑  SMHI
5. ↑  SMHI
6. 1 2
7. ↑  ”Arkiverade kopian”. Arkiverad från originalet den 21 juli 2010. https://web.archive.org/web/20100721153842/http://climate.umn.edu/pdf/day_in_weather_history/july_wx_history.pdf. Läst 16 februari 2011.
8. ↑  Thermal Extremes Administratiei Nationale de Meteorologie
9. ↑  SMHI
10. ↑  SMHI Arkiverad 14 juni 2015 hämtat från the Wayback Machine.
11. ↑  World Statesmen (läst 3 april 2011)
12. ↑  SMHI
13. ↑  SMHI
14. ↑  MET